# Nicholas Bullen
Nicholas James Bullen, auch Nik Bullen, Nick Bullen (* 1968 in Coventry) ist ein englischer Musiker, Klangkünstler und Sänger. Er wurde bekannt als Gründer der Grindcore-Band Napalm Death.

## Leben
Bullen wurde in Coventry geboren und wuchs in Meriden, einem Dorf ca. 10 Kilometer entfernt von Birmingham, auf. Schon als Teenager interessierte er sich für Musik. Anfangs waren seine Haupteinflüsse britische Punk-Bands wie The Damned und Stiff Little Fingers, später kamen Hardcore-Punk-Bands wie Black Flag, Discharge und Chaos UK sowie finnische Bands hinzu. 1981, im Alter von 13 Jahren, gründete er Napalm Death und übernahm Bass und Gesang. Nach zahlreichen Besetzungswechseln kam Justin Broadrick zu Napalm Death, mit ihm schrieb Bullen die komplette A-Seite des Albums Scum. Während dieser Zeit orientierten sie sich musikalisch an Hellhammer. Bullen, der musikalisch andere Wege einschlagen wollte, verließ Napalm Death 1986. Von 1991 bis 1995 war er gemeinsam mit Mick Harris in dessen Industrial-Projekt Scorn aktiv. Weiterhin nahm er 1994 mit Bill Laswell das Album Bass Terror auf. Ab Mitte der 1990er war Bullen nicht mehr als Musiker aktiv, schloss ein Informatikstudium ab und entwickelte Online-Lernsoftware. Allerdings komponierte er weiter Musik, die er jedoch zunächst nicht veröffentlichte. Ab Mitte der 2000er Jahre widmete er sich verschiedenen Projekten. Mit Simon Mabbott veröffentlichte er als Electronica-Projekt Black Galaxy 2007 eine EP und gründete 2007 das Plattenlabel Monium. Er komponierte 2007 die Musik zum Experimental-Hörspiel Showdown at the Pig Palace von Mark und Steve Beasley, das 2008 auf CD veröffentlicht wurde. Seit Ende der 2000er Jahre widmete sich Bullen dem Field Recording. Erste Ergebnisse präsentierte er 2012 auf dem Supersonic Festival in seiner Heimatstadt Birmingham, im Mai 2013 erschien sein Solodebüt Component Fixations bei Type Records. Mitte der 2010er Jahre war Bullen Gründungsmitglied der Band Rainbow Grave. Das Debütalbum No You erschien 2019, die Musik wird als Sludge-Punk bezeichnet.

## Diskografie
als Solokünstler
- Component Fixations (2013)

mit Napalm Death
- Scum (1987)

mit Scorn
- Vae Solis (1992)
- Deliverance (1992)
- White Irises Blind (1993)
- Evanescene (1994)
- Colossus (1994)
- Ellipsis (1995)
- Gyral (1995)

mit Bill Laswell
- Bass Terror (1994)

mit Black Galaxy
- The Taste of Noize (Split mit KrEEPA, 2007)

mit Rainbow Grave
- No You (2019, God Unknown Records)